# Kente

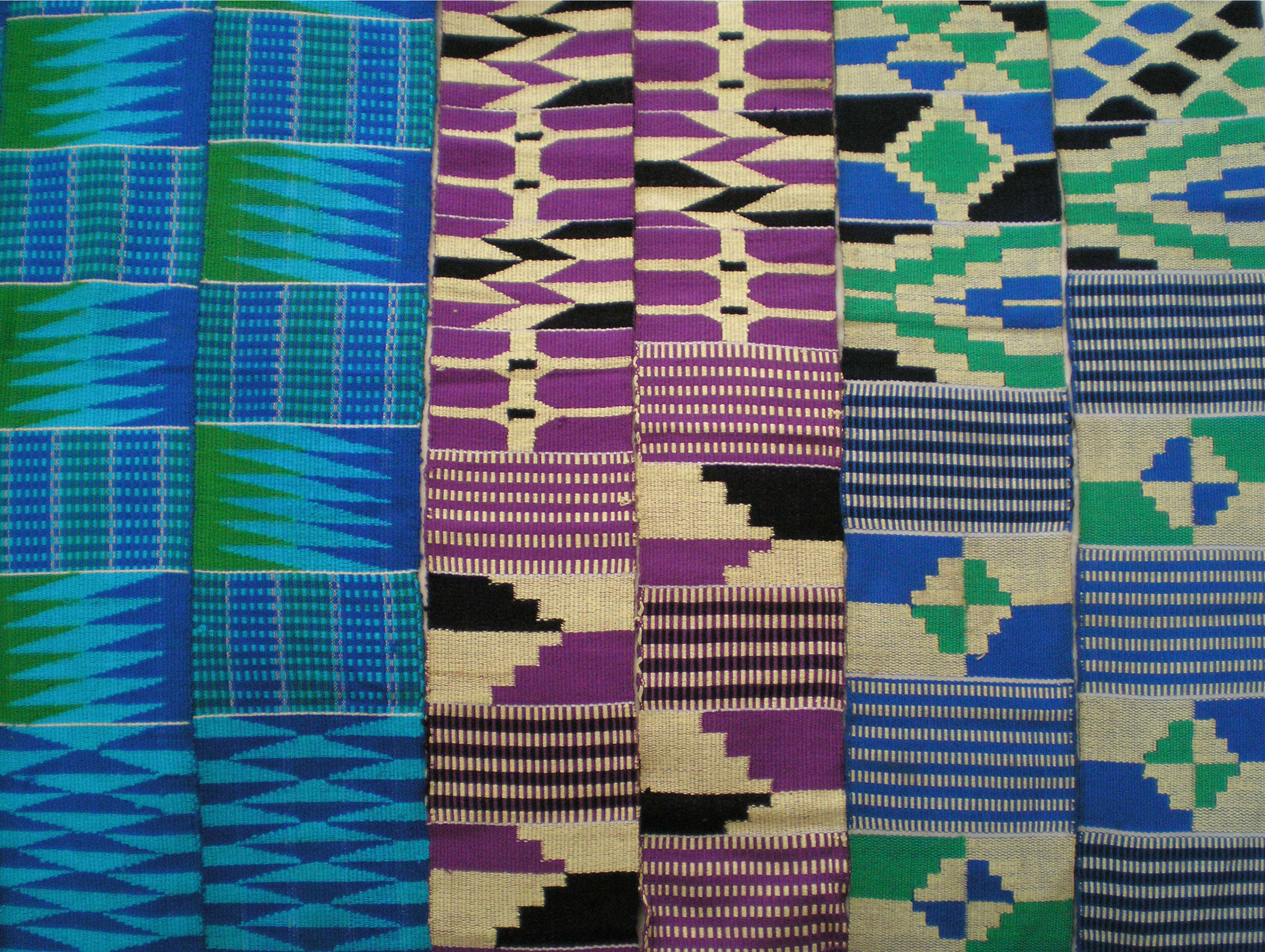
Kente

Kente je druh tkaniny z hedvábných pruhů. Vyrábí ji národ Ašantů v Ghaně. Dříve to byla posvátná látka pouze pro krále při významných událostech.
Tkanina je typická svou pestrobarevností a geometrickými vzory. Jednotlivé barvy i vzory mají svou symboliku.